# Lepuropetalaceae
Classification APG II (2003)
Famille
Classification APG III (2009)
Classification APG IV (2016)
La petite famille des Lépuropétalacées ne comprend qu'une espèce de plante dicotylédone des Amériques, du genre Lepuropetalon : Lepuropetalon spathulatum.
Certains auteurs considèrent Lepuropetalon comme la plus petite plante à fleur terrestre, ce qui lui a valu le nom commun de « petiteplant » utilisé littéralement dans la littérature botanique anglophone.

## Étymologie
Le nom vient du genre Lepuropetalon (en), Elliott, 1817. Cependant, Elliott n'a pas écrit d'étymologie pour le nom, et les auteurs ultérieurs ont divergé sur son interprétation. Tous s'accordent à dire que le nom est d'origine grecque et que le suffixe -petalon / πεταλον, est le terme grec pour « pétale ou feuille ». Mais tous ne sont pas d'accord sur la signification du préfixe lepuro- : certains disent qu'il serait dérivé de lepyron / λεπυρον, « enveloppe ou coquille », en référence à l'inclusion des pétales dans le calice,, tandis que d'autres avancent que ce préfixe dériverait de lepros / λεπρός, signifiant « écailleux », en se référant aux pétales en forme d'écailles.

## Classification
Cette famille est optionnelle dans la classification phylogénétique APG (1998) et dans la classification phylogénétique APG II (2003) ; alternativement elle peut être incluse dans les Parnassiacées.
En classification phylogénétique APG III (2009) et en classification phylogénétique APG IV (2016) cette famille est invalide et son unique genre est incorporé dans la famille Celastraceae.
Angiosperm Phylogeny Website ne reconnait plus, au 10 juin 2010, cette famille.